# Hans-Joachim Stricker
Hans-Joachim Stricker (* 29. Juni 1948) ist ein Vizeadmiral a. D. der Deutschen Marine und war von April 2006 bis zum Juli 2010 Befehlshaber der Flotte.

## Militärische Laufbahn
Stricker trat 1968 als Offizieranwärter (Crew X/68) in den Dienst der Bundeswehr und wurde bis 1972 zum Seeoffizier ausgebildet. Dabei erhielt er 1971 die Beförderung zum Leutnant zur See. Von 1972 bis 1974 diente er als Wachoffizier auf dem Küstenminensuchboot Koblenz im 6. Minensuchgeschwader in Wilhelmshaven und erhielt 1973 die Beförderung zum Oberleutnant zur See. Danach wurde Stricker nach Kiel versetzt und diente von 1974 bis 1977 als Kommandant des Binnenminensuchbootes Nixe im 3. Minensuchgeschwader. In dieser Verwendung wurde er 1976 zum Kapitänleutnant befördert. Von 1977 bis 1978 absolvierte er den B-Lehrgang Marineführungsdienste/Marinewaffen, Fachteil Minen und Minenabwehr. Nach dieser Weiterbildung übernahm er in Flensburg von 1978 bis 1980 das Schnelle Minensuchboot Sirius im 1. Minensuchgeschwader.
Von 1980 bis 1982 absolvierte Stricker die Admiralstabsausbildung an der Führungsakademie der Bundeswehr in Hamburg. Nach dieser Ausbildung wurde er 1982 zum Korvettenkapitän befördert und diente für zwei Jahre bis 1984 als stellvertretender Kommandeur und Operationsoffizier (S3) des 5. Minensuchgeschwaders in Olpenitz. Von 1984 bis 1987 wurde Stricker in die Vereinigten Staaten versetzt und diente in Norfolk, Virginia, als Stabsoffizier in der Planungsabteilung des Supreme Allied Commander Atlantic (SACLANT) der NATO und damit unter den US-Admiralen Wesley L. McDonald und Lee Baggett, Jr. Nach dieser Auslandsverwendung kehrte Stricker nach Deutschland zurück und diente im Bonner Bundesministerium der Verteidigung von 1987 bis 1988 als Referent in der Stabsabteilung VI des Führungsstabes der Marine (FüM VI 1) unter Vizeadmiral Hans-Joachim Mann. 1988 wurde er zum Fregattenkapitän befördert. Im Anschluss an seine Verwendung im Führungsstab der Marine holte ihn der Generalinspekteur der Bundeswehr Admiral Dieter Wellershoff von 1988 bis 1990 als Adjutant in seinen Stab.
Von 1990 bis 1993 übernahm Stricker wieder ein Truppenkommando, diesmal als Kommandeur des 5. Minensuchgeschwaders in Olpenitz. Unter Beförderung zum Kapitän zur See wurde er von 1993 bis 1995 an die Hamburger Führungsakademie berufen und lehrte dort als Dozent für Seekriegführung und Operationsplanung im Fachbereich Führungslehre Marine. Von 1995 bis 1997 war Stricker Leiter des Referats 7 (Europäische Union; Westeuropäische Union; Grundsatzfragen der militärpolitischen Interessenvertretung in diesen Organisationen) im Führungsstab der Streitkräfte (FüS III 7) unter Generalmajor Benno Ertmann. Danach übernahm er in Olpenitz von 1997 bis 2001 das Kommando über die Flottille der Minenstreitkräfte und diente im Anschluss daran bis 2003 als Admiral Marineausbildung im Marineamt in Rostock. Während dieser Verwendung wurde er 2002 zum Flottillenadmiral ernannt.
2003 wurde Stricker zum Konteradmiral ernannt und abermals nach Norfolk, Virginia, versetzt und diente dort bis 2004 zuerst in einer Doppelfunktion als Assistant Chief of Staff Implementation und Deputy Chief of Staff Transformation und danach bis 2006 nur noch als Deputy Chief of Staff Transformation beim nunmehrigen Supreme Allied Commander Transformation (SACT) Admiral Edmund P. Giambastiani. Während dieser Zeit wurde er 2005 zum Vizeadmiral ernannt. Zurück in Deutschland übernahm er in Glücksburg im April 2006 den Posten des Befehlshabers der Flotte. 2010 endete seine Amtszeit mit Eintritt in den Ruhestand zum 1. Juli 2010. Er übergab das Kommando an Konteradmiral Manfred Nielson.
Hans-Joachim Stricker erhielt das Ehrenkreuz der Bundeswehr in Gold und Silber und die NATO Meritorious Service Medal. 2010 wurde er mit dem Bundesverdienstkreuz am Bande ausgezeichnet.
Von Juni 2012 bis Juni 2021 war Stricker Präsident des Deutschen Maritimen Instituts (DMI).